# Стрельна (река, впадает в Белое море)
Стре́льна — река на Кольском полуострове в Мурманской области России.

Бассейн Стрельны

Длина реки — 213 км, площадь водосборного бассейна — 2770 км². Средний расход воды — 31,1 м³/с.
Русло извилистое, река течёт преимущественно в южном направлении. Берёт начало в болотистой местности Кольского полуострова, впадает в Белое море, в устье расположен одноимённый, в настоящий момент нежилой, населённый пункт. Крупнейшие притоки — река Берёзовая, Лембуй, Вересовка, Слюдянка, Белая.

## Данные водного реестра
По данным государственного водного реестра России относится к Баренцево-Беломорскому бассейновому округу, водохозяйственный участок реки — реки бассейна Белого моря от западной границы бассейна реки Иоканга (мыс Святой Нос) до восточной границы бассейна реки Нива, без реки Поной. Речной бассейн реки — бассейны рек Кольского полуострова и Карелии, впадающих в Белое море.
По данным геоинформационной системы водохозяйственного районирования территории РФ, подготовленной Федеральным агентством водных ресурсов.

## Гидрология
| Средний расход воды (м³/с) реки Стрельны по месяцам и за год с 1935 по 1978 гг. (замеры производились на гидрологическом посту в 1 км от устья) |